# موش کوچک ویلفرد
موش کوچک ویلفرد (نام علمی: Juliomys pictipes) نام یک گونه از زیرخانواده سینی‌دندانیان است.